# Поклонение волхвов (Рембрандт)
«Поклонение волхвов» (нидерл. De aanbidding door de koningen) — картина, приписываемая голландскому художнику Рембрандту Харменсу ван Рейну, созданная около 1632—1633 года. До повторного открытия в XXI веке считалась утраченной и была известна только по копиям в Эрмитаже в Санкт-Петербурге и Гётеборгском художественном музее. На картине изображена сцена прихода трёх мудрецов с дарами к колыбели Иисуса Христа.
В 2016 году картина, являвшаяся частью частной римской коллекции, упала со стены, в результате чего была повреждена рама и нанесён другой ущерб. Владелец решил отреставрировать картину у Антонеллы Ди Франческо, которая, очистив верхний слой лака, пришла к выводу, что картину следует атрибутировать Рембрандту, с чем впоследствии согласились другие эксперты. Выводы были представлены на симпозиуме Французской академии в Риме на Вилле Медичи в 2021 году. Размер и техника рисунка соответствуют серии офортов Рембрандта, выполненных в то время на тему жизни и страстей Христа. Гвидо Таларико, президент симпозиума и Фонда Патримонио Италия, сообщил, что работа была передана владельцем в Милан, где она доступна для дальнейшего изучения международными исследователями.